# Kaisa Parviainen
Katri (Kaisa) Vellamo Parviainen (Muuruvesi, 3 december 1914 - Rauma, 21 oktober 2002) was een Finse atlete, die gespecialiseerd was in het speerwerpen. Ze nam tweemaal deel aan de Olympische Spelen en won hierbij in totaal een medaille. Naast speerwerpen deed ze ook aan verspringen en discuswerpen.

## Loopbaan
In 1948 maakte Parviainen haar olympisch debuut bij de Spelen van Londen. Ze kwam uit op het onderdeel verspringen en speerwerpen. Bij het verspringen was haar 5,27 m in de kwalificatieronde onvoldoende ver om door te mogen stromen naar de finale. Bij het speerwerpen wierp ze 43,79 m en won hiermee een zilveren medaille. De wedstrijd werd gewonnen door de Australische Herma Bauma, die met 45,57 meter het olympische record verbeterde. 
Vier jaar later op de Olympische Spelen van Helsinki kwam ze bij het speerwerpen niet verder dan 39,82 m en eindigde hiermee op een zestiende plaats.
In haar actieve tijd was Parviainen aangesloten bij Varku Urheilijat.

## Persoonlijke records
| Onderdeel    | Prestatie | Datum        | Plaats |
| ------------ | --------- | ------------ | ------ |
| verspringen  | 5,48 m    | 1948         |        |
| speerwerpen  | 43,79 m   | 31 juli 1948 | Londen |
| discuswerpen | 38,02 m   | 1939         |        |

## Palmares

### verspringen
- 1948: 13e in kwal. OS - 5,27 m

### speerwerpen
- 1948:  OS - 43,79 m
- 1952: 16e OS - 39,82 m